# 2021-es fedett pályás atlétikai Európa-bajnokság
A 2021-es fedett pályás atlétikai Európa-bajnokságot Lengyelországban, a toruńi Arena Toruńban rendezték 2021. március 4. és március 7. között. Ez volt a 36. fedett pályás atlétikai Eb. A férfiaknál és a nőknél is 13–13 versenyszámot rendeztek.

## Magyar sportolók eredményei
Magyarország 21 sportolóval képviselte magát a kontinensviadalon.

### Érmesek
| Érem  | Versenyző     | Versenyszám | Eredmény  | Dátum            |
| ----- | ------------- | ----------- | --------- | ---------------- |
| Bronz | Krizsán Xénia | Ötpróba     | 4644 pont | 2021. március 5. |

## Érmesek
- WR – világrekord
- CR – Európa-bajnoki rekord
- AR – kontinens rekord
- NR – országos rekord
- PB – egyéni rekord
- WL – az adott évben aktuálisan a világ legjobb eredménye
- SB – az adott évben aktuálisan az egyéni legjobb eredmény

### Férfi
| Versenyszám | Arany                                                                             | Arany          | Ezüst                                                                  | Ezüst      | Bronz                                                                   | Bronz      |
| ----------- | --------------------------------------------------------------------------------- | -------------- | ---------------------------------------------------------------------- | ---------- | ----------------------------------------------------------------------- | ---------- |
| 60 m        | Marcell Jacobs · Olaszország                                                      | 6,47 WL, NR    | Kevin Kranz · Németország                                              | 6,60       | Ján Volko · Szlovákia                                                   | 6,61       |
| 400 m       | Óscar Husillos · Spanyolország                                                    | 46,22 SB       | Tony van Diepen · Hollandia                                            | 46,25      | Liemarvin Bonevacia · Hollandia                                         | 46,30      |
| 800 m       | Patryk Dobek · Lengyelország                                                      | 1:46,81        | Mateusz Borkowski · Lengyelország                                      | 1:46,90    | Jamie Webb · Nagy-Britannia                                             | 1:46,95    |
| 1500 m      | Jakob Ingebrigtsen · Norvégia                                                     | 3:37,56        | Marcin Lewandowski · Lengyelország                                     | 3:38,06    | Jesús Gómez · Spanyolország                                             | 3:38,47    |
| 3000 m      | Jakob Ingebrigtsen · Norvégia                                                     | 7:48,20 PB     | Isaac Kimeli · Belgium                                                 | 7:49,41    | Adel Mechaal · Spanyolország                                            | 7:49,47    |
| 60 m gát    | Wilhem Belocian · Franciaország                                                   | 7,42 EL        | Andrew Pozzi · Nagy-Britannia                                          | 7,43 =PB   | Paolo Dal Molin · Olaszország                                           | 7,56       |
| 4 × 400 m   | Hollandia · Jochem Dobber · Liemarvin Bonevacia · Ramsey Angela · Tony van Diepen | 3:06,06 EL, NR | Csehország · Vít Müller · Pavel Maslák · Michal Desenský · Patrik Šorm | 3:06,54    | Nagy-Britannia · Joe Brier · Owen Smith · James Williams · Lee Thompson | 3:06,70    |
| Magasugrás  | Makszim Nyedaszekav · Fehéroroszország                                            | 2,37 m WL, NR  | Gianmarco Tamberi · Olaszország                                        | 2,35 m =SB | Thomas Carmoy · Belgium                                                 | 2,26 m     |
| Rúdugrás    | Armand Duplantis · Svédország                                                     | 6,05 m CR      | Valentin Lavillenie · Franciaország                                    | 5,80 m =PB | Piotr Lisek · Lengyelország                                             | 5,80 m =SB |
| Távolugrás  | Miltiádisz Tendóglu · Görögország                                                 | 8,35 m WL      | Thobias Montler · Svédország                                           | 8,31 m NR  | Kristian Pulli · Finnország                                             | 8,24 m NR  |
| Hármasugrás | Pedro Pichardo · Portugália                                                       | 17,30 m        | Alexis Copello · Azerbajdzsán                                          | 17,04 m SB | Max Heß · Németország                                                   | 17,01 m SB |
| Súlylökés   | Tomáš Staněk · Csehország                                                         | 21,62 m SB     | Michał Haratyk · Lengyelország                                         | 21,47 m    | Filip Mihaljević · Horvátország                                         | 21,31 m    |
| Hétpróba    | Kevin Mayer · Franciaország                                                       | 6392 WL        | Jorge Ureña · Spanyolország                                            | 6158       | Paweł Wiesiołek · Lengyelország                                         | 6133 PB    |

### Női
| Versenyszám | Arany                                                                    | Arany          | Ezüst                                                                   | Ezüst      | Bronz                                                                                                   | Bronz      |
| ----------- | ------------------------------------------------------------------------ | -------------- | ----------------------------------------------------------------------- | ---------- | --- | ---------- |
| 60 m        | Ajla Del Ponte · Svájc                                                   | 7,03 WL, =NR   | Lotta Kemppinen · Finnország                                            | 7,22       | Jamile Samuel · Hollandia                                                                               | 7,22 SB    |
| 400 m       | Femke Bol · Hollandia                                                    | 50,63 EL, NR   | Justyna Święty-Ersetic · Lengyelország                                  | 51,41      | Jodie Williams · Nagy-Britannia                                                                         | 51,73 PB   |
| 800 m       | Keely Hodgkinson · Nagy-Britannia                                        | 2:03,88        | Joanna Jóźwik · Lengyelország                                           | 2:04,00    | Angelika Cichocka · Lengyelország                                                                       | 2:04,15    |
| 1500 m      | Elise Vanderelst · Belgium                                               | 4:18,44        | Holly Archer · Nagy-Britannia                                           | 4:19,91    | Hanna Klein · Németország                                                                               | 4:20,07    |
| 3000 m      | Amy-Eloise Markovc · Nagy-Britannia                                      | 8:46,43 PB     | Alice Finot · Franciaország                                             | 8:46,54 PB | Verity Ockenden · Nagy-Britannia                                                                        | 8:46,60 PB |
| 60 m gát    | Nadine Visser · Hollandia                                                | 7,77 WL, NR    | Cindy Sember · Nagy-Britannia                                           | 7,89       | Tiffany Porter · Nagy-Britannia                                                                         | 7,92       |
| 4 × 400 m   | Hollandia · Lieke Klaver · Marit Dopheide · Lisanne de Witte · Femke Bol | 3:27,15 CR, NR | Nagy-Britannia · Zoey Clark · Jodie Williams · Ama Pipi · Jessie Knight | 3:28,20    | Lengyelország · Natalia Kaczmarek · Małgorzata Hołub-Kowalik · Kornelia Lesiewicz · Aleksandra Gaworska | 3:29,94    |
| Magasugrás  | Jaroszlava Mahucsih · Ukrajna                                            | 2,00 m         | Irina Herascsenko · Ukrajna                                             | 1,98 m PB  | Ella Junnila · Finnország                                                                               | 1,96 m NR  |
| Rúdugrás    | Angelica Moser · Svájc                                                   | 4,75 m PB      | Tina Šutej · Szlovénia                                                  | 4,70 m =PB | Holly Bradshaw · Nagy-BritanniaIrina Zsuk · Fehéroroszország                                            | 4,65 m     |
| Távolugrás  | Marina Beh-Romancsuk · Ukrajna                                           | 6,92 m WL      | Malaika Mihambo · Németország                                           | 6,88 m SB  | Khaddi Sagnia · Svédország                                                                              | 6,75 m     |
| Hármasugrás | Patrícia Mamona · Portugália                                             | 14,53 m NR     | Ana Peleteiro · Spanyolország                                           | 14,52 m SB | Neele Eckhardt · Németország                                                                            | 14,52 m PB |
| Súlylökés   | Auriol Dongmo · Portugália                                               | 19,34 m        | Fanny Roos · Svédország                                                 | 19,29 m NR | Christina Schwanitz · Németország                                                                       | 19,04 m    |
| Ötpróba     | Nafissatou Thiam · Belgium                                               | 4904 WL, NR    | Noor Vidts · Belgium                                                    | 4791 PB    | Krizsán Xénia · Magyarország                                                                            | 4644       |

## Éremtáblázat
| Helyezés | Nemzet           | Arany | Ezüst | Bronz | Összesen |
| 1.       | Hollandia        | 4     | 1     | 2     | 7        |
| 2.       | Portugália       | 3     | 0     | 0     | 3        |
| 3.       | Nagy-Britannia   | 2     | 4     | 6     | 12       |
| 4.       | Belgium          | 2     | 2     | 1     | 5        |
| 5.       | Franciaország    | 2     | 2     | 0     | 4        |
| 6.       | Ukrajna          | 2     | 1     | 0     | 3        |
| 7.       | Norvégia         | 2     | 0     | 0     | 2        |
| 7.       | Svájc            | 2     | 0     | 0     | 2        |
| 9.       | Lengyelország    | 1     | 5     | 4     | 10       |
| 10.      | Spanyolország    | 1     | 2     | 2     | 5        |
| 11.      | Svédország       | 1     | 2     | 1     | 4        |
| 12.      | Olaszország      | 1     | 1     | 1     | 3        |
| 13.      | Csehország       | 1     | 1     | 0     | 2        |
| 14.      | Fehéroroszország | 1     | 0     | 1     | 2        |
| 15.      | Görögország      | 1     | 0     | 0     | 1        |
| 16.      | Németország      | 0     | 2     | 4     | 6        |
| 17.      | Finnország       | 0     | 1     | 2     | 3        |
| 18.      | Azerbajdzsán     | 0     | 1     | 0     | 1        |
| 18.      | Szlovénia        | 0     | 1     | 0     | 1        |
| 20.      | Horvátország     | 0     | 0     | 1     | 1        |
| 20.      | Magyarország     | 0     | 0     | 1     | 1        |
| 20.      | Szlovákia        | 0     | 0     | 1     | 1        |
| Összesen | Összesen         | 26    | 26    | 27    | 79       |